# Pałac w Bałoszycach
Pałac w Bałoszycach – zabytkowy pałac we wsi Bałoszyce.
Obiekt jest częścią zespołu pałacowego z połowy XIX w., w skład którego wchodzą jeszcze:
- park
- amfiteatr (pozostałości)
- brama parkowa
- rządcówka
- stajnia cugowa i wozownia, z trzeciej ćwierci XIX w.
- budynki gospodarcze: I, II, III, IV (nie istnieje)
- budynek odźwiernego przy bramie
- bramy wjazdowe[1]

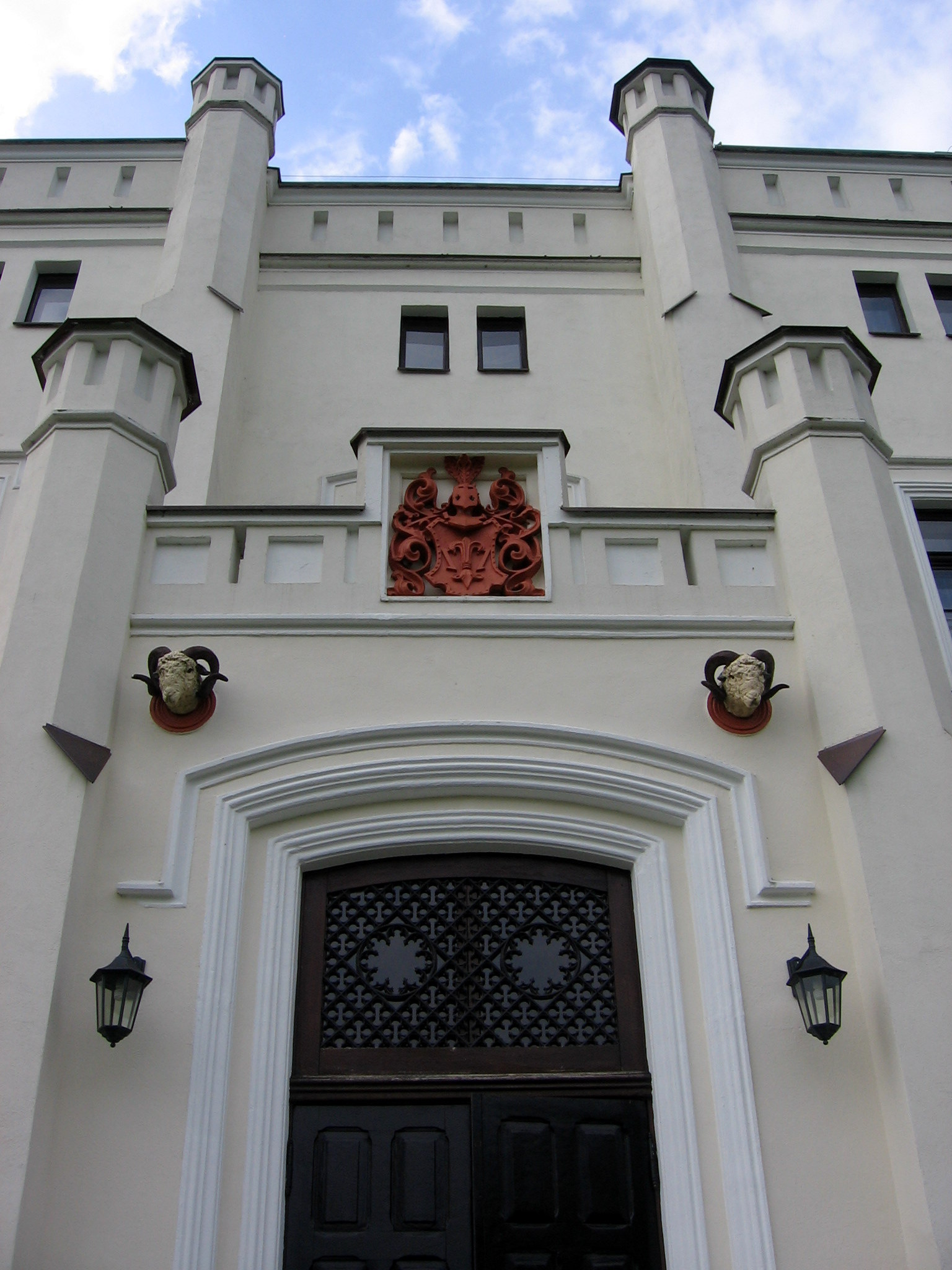
Ryzalit z herbem von Brünneck
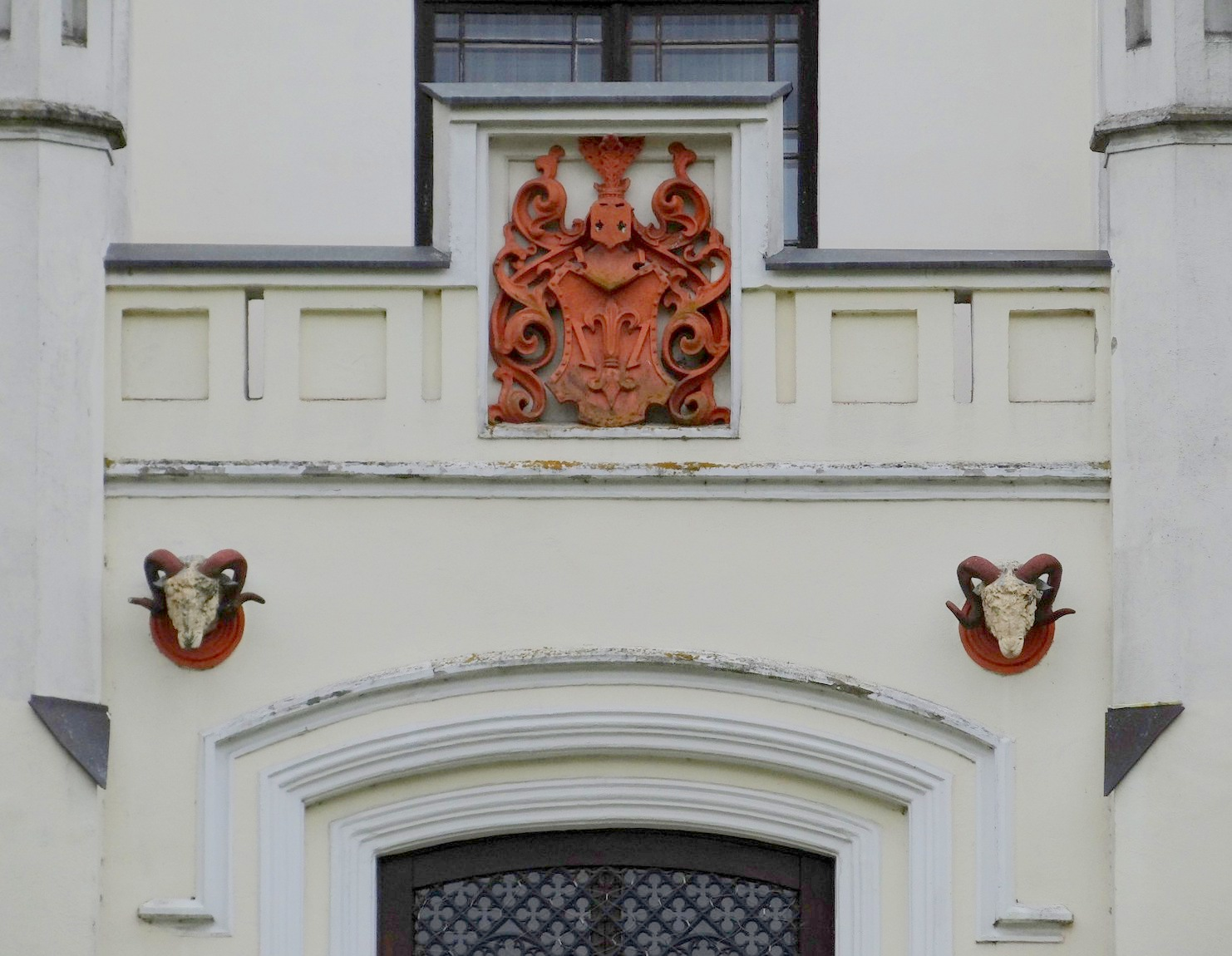
Herb von Brünneck
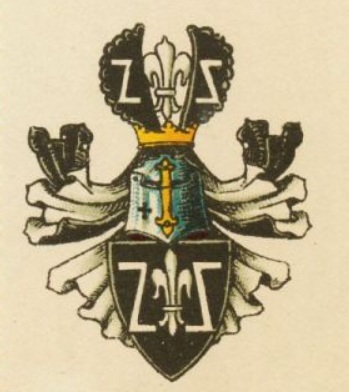
Herb von Brünneck